# Ашвагхоша
Ашваґго́ша (80 (?) – 150 (?)) – індійський філософ-поет, проповідник буддизму. Родом з брагманів. Працював при дворі кушанського раджі Канішки. Автор великих епічних поем магакав'я: «Буддгачаріта» (до нас дійшло 13 пісень з 28) і «Саундарананда» (збереглося 18 пісень). П'єса «Шаріпутракарана» є найдавнішим зразком індійської класичної драми. Писав на санскриті. 